# Witold Ziaja
Witold Ziaja (ur. 16 listopada 1940 w Siemianowicach Śląskich) – polski hokeista na trawie (pomocnik), dwukrotny olimpijczyk (Rzym (1960) i Monachium (1972)), szkoleniowiec drużyn narodowych Polski (m.in. na Olimpiadzie w Moskwie w 1980), Austrii i Szwajcarii, współpracownik młodzieżowej reprezentacji Niemiec.
Syn Gerharda i Magdaleny Rzepczyk. Bratanek Ernesta Ziai, olimpijczyka w hokeju na lodzie z Zimowych Igrzysk Olimpijskich w Sankt Moritz w 1948 roku. Absolwent średniej szkoły zawodowej (telemechanik) i Akademii Trenerskiej w Kolonii (Niemcy). W początkach kariery sportowej uprawiał równocześnie hokej na lodzie w barwach Startu Katowice (z którym zdobył mistrzostwo polski juniorów) i hokej na trawie w HKS Siemianowiczance. Ostatecznie zdecydował się na uprawianie tylko hokeja na trawie. W barwach Siemianowiczanki występował w latach 1952-72. 79-krotnie reprezentował barwy  Polski w hokeju na trawie w latach 1958-72 zdobywając 18 bramek. Wieloletni kapitan drużyny narodowej. Zasłużony Mistrz Sportu (1971).
Po zakończeniu kariery zawodniczej prowadził jako trener reprezentację kobiet Austrii (1973) oraz męskie reprezentacje Polski (1974-80) i Szwajcarii (1981-83). Przez 16 lat (do roku 2010) sprawował funkcję kierownika reprezentacji narodowej juniorów U21 Niemiec. Obecnie mieszka w Hamburgu.
Żonaty (Urszula Hildebrandt), ma dwoje dzieci (syn Aleksander ur. 1964, były reprezentant Polski juniorów w hokeju na trawie, córka Karolina Beata).